# Горманстон
Горманстон (англ. Gormanston; ирл. Baile Mhic Gormáin) — деревня в Ирландии, находится в графстве Мит (провинция Ленстер). Расположена на границе с графствами Фингал и Старый Дублин. Железнодорожная станция открыта в 1845 году. Является местом дислокации соединений Воздушного корпуса Ирландии.
Местная железнодорожная станция была открыта в мае 1845 года.

## Демография
Население — 355 человек (по переписи 2006 года). В 2002 году население составляло 504 человека.
Данные переписи 2006 года:
| Общие демографические показатели |               |                               |                               |      |      |
| Всё население                    | Всё население | Изменения населения 2002—2006 | Изменения населения 2002—2006 | 2006 | 2006 |
| 2002                             | 2006          | чел.                          | %                             | муж. | жен. |
| 504                              | 355           | -149                          | -29,6                         | 195  | 160  |